# Esqui estilo livre nos Jogos Olímpicos de Inverno de 2022 - Ski cross masculino
O ski cross masculino do esqui estilo livre nos Jogos Olímpicos de Inverno de 2022 foi disputado em 18 de fevereiro no Parque de Neve Genting, em Zhangjiakou.

## Medalhistas
| Ouro   | SUI Ryan Regez    |
| Prata  | SUI Alex Fiva     |
| Bronze | ROC Sergey Ridzik |

## Resultados

### Ranqueamento
A fase de ranqueamento serve para determinar qual bateria cada atleta vai disputar e contra quem ele vai competir. Cada atleta realizou uma descida.
| Pos. | Ordem | Atleta                | País               | Tempo   | Diferença |
| ---- | ----- | --------------------- | ------------------ | ------- | --------- |
| 1    | 4     | Alex Fiva             | SUI Suíça          | 1:11.94 | —         |
| 2    | 29    | Igor Omelin           | ROC                | 1:12.28 | +0.34     |
| 3    | 24    | Ryo Sugai             | JPN Japão          | 1:12.29 | +0.35     |
| 4    | 14    | Brady Leman           | CAN Canadá         | 1:12.30 | +0.36     |
| 5    | 1     | Reece Howden          | CAN Canadá         | 1:12.37 | +0.43     |
| 6    | 25    | Jared Schmidt         | CAN Canadá         | 1:12.39 | +0.45     |
| 7    | 13    | Ryan Regez            | SUI Suíça          | 1:12.44 | +0.50     |
| 8    | 10    | Simone Deromedis      | ITA Itália         | 1:12.48 | +0.54     |
| 9    | 6     | Bastien Midol         | FRA França         | 1:12.55 | +0.61     |
| 10   | 3     | Johannes Rohrweck     | AUT Áustria        | 1:12.71 | +0.77     |
| 11   | 9     | François Place        | FRA França         | 1:12.83 | +0.89     |
| 12   | 5     | Terence Tchiknavorian | FRA França         | 1:12.85 | +0.91     |
| 13   | 2     | David Mobärg          | SWE Suécia         | 1:12.97 | +1.03     |
| 14   | 15    | Erik Mobärg           | SWE Suécia         | 1:13.01 | +1.07     |
| 15   | 8     | Kevin Drury           | CAN Canadá         | 1:13.11 | +1.17     |
| 16   | 18    | Jean-Frédéric Chapuis | FRA França         | 1:13.20 | +1.26     |
| 17   | 17    | Daniel Bohnacker      | GER Alemanha       | 1:13.21 | +1.27     |
| 18   | 7     | Florian Wilmsmann     | GER Alemanha       | 1:13.22 | +1.28     |
| 19   | 12    | Tristan Takats        | AUT Áustria        | 1:13.29 | +1.35     |
| 20   | 32    | Kirill Sysoev         | ROC                | 1:13.36 | +1.42     |
| 21   | 16    | Joos Berry            | SUI Suíça          | 1:13.43 | +1.49     |
| 22   | 31    | Satoshi Furuno        | JPN Japão          | 1:13.46 | +1.52     |
| 23   | 11    | Viktor Andersson      | SWE Suécia         | 1:13.49 | +1.55     |
| 24   | 27    | Tyler Wallasch        | USA Estados Unidos | 1:13.55 | +1.61     |
| 25   | 26    | Adam Kappacher        | AUT Áustria        | 1:13.58 | +1.64     |
| 26   | 19    | Tobias Müller         | GER Alemanha       | 1:13.64 | +1.70     |
| 27   | 20    | Romain Detraz         | SUI Suíça          | 1:13.69 | +1.75     |
| 28   | 30    | Elliott Baralo        | SWE Suécia         | 1:13.82 | +1.88     |
| 29   | 21    | Sergey Ridzik         | ROC                | 1:13.95 | +2.01     |
| 30   | 23    | Robert Winkler        | AUT Áustria        | 1:14.05 | +2.11     |
| 31   | 28    | Oliver Davies         | GBR Grã-Bretanha   | 1:14.84 | +2.90     |
| 32   | 22    | Niklas Bachsleitner   | GER Alemanha       | 1:17.53 | +5.59     |

### Fase eliminatória
Na fase eliminatória os atletas descem em baterias de quatro esquiadores e os dois melhores de cada bateria seguem avançando na competição. A partir das semifinais, os melhores esquiadores se classificam para a Grande final enquanto que os restantes disputam a Pequena final.

#### Oitavas de final
| Pos. | Bib | Atleta                | País         | Notas |
| ---- | --- | --------------------- | ------------ | ----- |
| 1    | 1   | Alex Fiva             | SUI Suíça    | Q     |
| 2    | 17  | Daniel Bohnacker      | GER Alemanha | Q     |
| 3    | 16  | Jean-Frédéric Chapuis | FRA França   |       |
| 4    | 32  | Niklas Bachsleitner   | GER Alemanha |       |

| Pos. | Bib | Atleta           | País               | Notas |
| ---- | --- | ---------------- | ------------------ | ----- |
| 1    | 8   | Simone Deromedis | ITA Itália         | Q     |
| 2    | 9   | Bastien Midol    | FRA França         | Q     |
| 3    | 25  | Adam Kappacher   | AUT Áustria        |       |
| 4    | 24  | Tyler Wallasch   | USA Estados Unidos |       |

| Pos. | Bib | Atleta                | País       | Notas |
| ---- | --- | --------------------- | ---------- | ----- |
| 1    | 5   | Reece Howden          | CAN Canadá | Q     |
| 2    | 21  | Joos Berry            | SUI Suíça  | Q     |
| 3    | 12  | Terence Tchiknavorian | FRA França |       |
| 4    | 28  | Elliott Baralo        | SWE Suécia |       |

| Pos. | Bib | Atleta        | País       | Notas |
| ---- | --- | ------------- | ---------- | ----- |
| 1    | 29  | Sergey Ridzik | ROC        | Q     |
| 2    | 4   | Brady Leman   | CAN Canadá | Q     |
| 3    | 13  | David Mobärg  | SWE Suécia |       |
| 4    | 20  | Kirill Sysoev | ROC        |       |

| Pos. | Bib | Atleta         | País        | Notas |
| ---- | --- | -------------- | ----------- | ----- |
| 1    | 14  | Erik Mobärg    | SWE Suécia  | Q     |
| 2    | 19  | Tristan Takats | AUT Áustria | Q     |
| 3    | 3   | Ryo Sugai      | JPN Japão   |       |
| 4    | 30  | Robert Winkler | AUT Áustria |       |

| Pos. | Bib | Atleta         | País       | Notas |
| ---- | --- | -------------- | ---------- | ----- |
| 1    | 11  | François Place | FRA França | Q     |
| 2    | 6   | Jared Schmidt  | CAN Canadá | Q     |
| 3    | 27  | Romain Detraz  | SUI Suíça  |       |
| 4    | 22  | Satoshi Furuno | JPN Japão  |       |

| Pos. | Bib | Atleta            | País         | Notas |
| ---- | --- | ----------------- | ------------ | ----- |
| 1    | 7   | Ryan Regez        | SUI Suíça    | Q     |
| 2    | 10  | Johannes Rohrweck | AUT Áustria  | Q     |
| 3    | 26  | Tobias Müller     | GER Alemanha |       |
| 4    | 23  | Viktor Andersson  | SWE Suécia   |       |

| Pos. | Bib | Atleta            | País             | Notas |
| ---- | --- | ----------------- | ---------------- | ----- |
| 1    | 2   | Igor Omelin       | ROC              | Q     |
| 2    | 15  | Kevin Drury       | CAN Canadá       | Q     |
| 3    | 18  | Florian Wilmsmann | GER Alemanha     |       |
| 4    | 31  | Oliver Davies     | GBR Grã-Bretanha |       |

#### Quartas de final
| Pos. | Bib | Atleta           | País         | Notas |
| ---- | --- | ---------------- | ------------ | ----- |
| 1    | 1   | Alex Fiva        | SUI Suíça    | Q     |
| 2    | 8   | Simone Deromedis | ITA Itália   | Q     |
| 3    | 9   | Bastien Midol    | FRA França   |       |
| 4    | 17  | Daniel Bohnacker | GER Alemanha |       |

| Pos. | Bib | Atleta        | País       | Notas |
| ---- | --- | ------------- | ---------- | ----- |
| 1    | 29  | Sergey Ridzik | ROC        | Q     |
| 2    | 4   | Brady Leman   | CAN Canadá | Q     |
| 3    | 5   | Reece Howden  | CAN Canadá |       |
| 4    | 21  | Joos Berry    | SUI Suíça  |       |

| Pos. | Bib | Atleta         | País        | Notas |
| ---- | --- | -------------- | ----------- | ----- |
| 1    | 14  | Erik Mobärg    | SWE Suécia  | Q     |
| 2    | 11  | François Place | FRA França  | Q     |
| 3    | 6   | Jared Schmidt  | CAN Canadá  |       |
| 4    | 19  | Tristan Takats | AUT Áustria |       |

| Pos. | Bib | Atleta            | País        | Notas |
| ---- | --- | ----------------- | ----------- | ----- |
| 1    | 7   | Ryan Regez        | SUI Suíça   | Q     |
| 2    | 10  | Johannes Rohrweck | AUT Áustria | Q     |
| 3    | 15  | Kevin Drury       | CAN Canadá  |       |
| 4    | 2   | Igor Omelin       | ROC         |       |

#### Semifinais
| Pos. | Bib | Atleta           | País       | Notas |
| ---- | --- | ---------------- | ---------- | ----- |
| 1    | 1   | Alex Fiva        | SUI Suíça  | Q     |
| 2    | 29  | Sergey Ridzik    | ROC        | Q     |
| 3    | 8   | Simone Deromedis | ITA Itália |       |
| 4    | 4   | Brady Leman      | CAN Canadá |       |

| Pos. | Bib | Atleta            | País        | Notas |
| ---- | --- | ----------------- | ----------- | ----- |
| 1    | 14  | Erik Mobärg       | SWE Suécia  | Q     |
| 2    | 7   | Ryan Regez        | SUI Suíça   | Q     |
| 3    | 10  | Johannes Rohrweck | AUT Áustria |       |
| 4    | 11  | François Place    | FRA França  |       |

#### Finais
Pequena final
| Pos. | Bib | Atleta            | País        | Notas |
| ---- | --- | ----------------- | ----------- | ----- |
| 5    | 8   | Simone Deromedis  | ITA Itália  |       |
| 6    | 4   | Brady Leman       | CAN Canadá  |       |
| 7    | 10  | Johannes Rohrweck | AUT Áustria |       |
| 8    | 11  | François Place    | FRA França  |       |

Grande final
| Pos. | Bib | Atleta        | País       | Notas |
| ---- | --- | ------------- | ---------- | ----- |
| 01 ! | 7   | Ryan Regez    | SUI Suíça  |       |
| 02 ! | 1   | Alex Fiva     | SUI Suíça  |       |
| 03 ! | 29  | Sergey Ridzik | ROC        |       |
| 4    | 14  | Erik Mobärg   | SWE Suécia |       |

Legenda
| Recorde mundial      | Recorde mundial (World record)               |                       | Recorde africano                      | Recorde africano (African) |                                           | Q | Classificado por posição (Qualified) |
| Recorde olímpico     | Recorde olímpico (Olympic record)            | Recorde da América    | Recorde da América (Americas)         | q                          | Classificado por melhor tempo (Qualified) |   |                                      |
| Melhor marca do ano  | Melhor marca do ano (World leading)          | Recorde asiático      | Recorde asiático (Asian)              | DNS                        | Não largou (Did not start)                |   |                                      |
| Recorde nacional     | Recorde nacional (National record)           | Recorde europeu       | Recorde europeu (European)            | DNF                        | Não terminou (Did not finish)             |   |                                      |
| Recorde pessoal      | Recorde pessoal do atleta (Personal best)    | Recorde da Oceania    | Recorde da Oceania (Oceania)          | DSQ / DQ                   | Desclassificado (Disqualified)            |   |                                      |
| Recorde da temporada | Recorde da temporada do atleta (Season best) | Recorde sul-americano | Recorde sul-americano (South America) | NM                         | Sem marca (No mark)                       |   |                                      |